# Ambroise Gboho
Pour les articles homonymes, voir Gboho.
Ambroise Gboho, né le 6 août 1994 à Man (Côte d'Ivoire), est un footballeur franco-ivoirien. Il joue au poste d'attaquant à l'ASM Belfort. Arrivé en France durant son enfance pour fuir la guerre civile qui secoue son pays de naissance, il joue la finale de la Coupe de France en 2018 avec Les Herbiers.

## Biographie

### De la Côte d'Ivoire à la Bretagne
Ambroise Gboho naît le 6 août 1994 à Man, dans l'ouest de la Côte d'Ivoire. Son père, Justin Gboho, est pharmacien, tandis que sa mère Thérèse, originaire du Poitou-Charentes en France, est alors femme au foyer. Il est le huitième enfant d'une fratrie de onze. En 2004, alors qu'il est âgé de 10 ans, la guerre civile ivoirienne pousse sa famille à l'exil, la situation étant devenue trop dangereuse. Les Gboho s'installent alors dans les Deux-Sèvres, en France. Justin Gboho y gère, à distance, ses affaires en Côte d'Ivoire, tandis que sa mère devient infirmière au centre hospitalier de Niort.
Ambroise Gboho, qui a commencé à jouer au football, dans la rue, à Man, prend sa première licence à l'ES Celles-sur-Belle. Il joue ensuite durant quatre ans à l'UA Niort Saint-Florent, où il démontre de belles qualités techniques et physiques, avec le jeu de tête comme point fort. Sollicitée par l'AJ Auxerre, le FC Nantes et l'AS Saint-Étienne, la famille Gboho choisit de ne pas y répondre favorablement, et de prioriser les études. Ambroise Gboho obtient ainsi un baccalauréat scientifique, spécialité sciences physiques. En parallèle, il rejoint le Football Club de Chauray, où il continue de montrer ses capacités. En 2013, il marque quarante-deux buts en l'espace d'une saison avec les moins de 19 ans. Il fait également ses débuts avec l'équipe fanion, et marque deux buts en l'espace de douze minutes.
À l'été 2013, Ambroise Gboho finit par quitter le cocon familial pour continuer ses études, et suit des études de STAPS. Il choisit de déménager à Rennes, une partie de sa famille étant sur place. Le joueur signe une licence amateur au Stade rennais, après avoir convaincu Christophe Gadby, entraîneur de la troisième équipe du club, lors d'un unique entraînement. Lors de la préparation estivale de la saison 2013-2014, il parvient également à convaincre Laurent Huard, qui dirige l'équipe réserve du club breton, de l'intégrer à son effectif. Ainsi, Ambroise Gboho dispute une trentaine de matchs de CFA 2 en l'espace de deux saisons. Néanmoins, l'exercice 2015-2016 est plus compliqué : alors que son équipe parvient à obtenir sa promotion en CFA, le joueur voit sa saison plombée par les blessures : il ne dispute qu'une rencontre, pour douze minutes de temps de jeu, et ne se voit pas proposer de contrat professionnel par le Stade rennais, à l'inverse de plusieurs de ses coéquipiers,.

### D'Épinal à la finale de la Coupe de France
Ambroise Gboho quitte alors Rennes pour poursuivre sa carrière de footballeur. Se retrouvant « dos au mur », il part faire un essai au SAS Épinal, un club du championnat National. Il convainc rapidement l'entraîneur Xavier Collin, et rejoint le club vosgien, dont il devient l'une des principales options offensives. Il marque ainsi sept buts en trente-et-un matchs joués. En Coupe de France, le club spinalien atteint les trente-deuxièmes de finale après avoir écarté le CS Sedan Ardennes au tour précédent. Opposés au RC Strasbourg, un club de Ligue 2, les joueurs vosgiens s'inclinent en prolongation, quatre buts à deux, alors qu'ils menaient deux buts à zéro après 51 minutes de jeu. En championnat, le SAS Épinal termine à la quinzième place au classement, et est sportivement relégué en National 2.
Après avoir envisagé d'évoluer à un niveau supérieur, sans parvenir à trouver de point de chute, et un essai infructueux à Laval, Ambroise Gboho finit par s'engager avec Les Herbiers, un autre club de championnat National, le 19 juillet 2017. Auteur de sept buts en vingt-cinq rencontres, l'attaquant doit vivre une nouvelle relégation, son club terminant à la quinzième place. Mais la saison des Herbiers est également marquée par son parcours en Coupe de France. Les Vendéens éliminent deux clubs de Ligue 2, l'AJ Auxerre et le RC Lens, pour atteindre la finale, disputée au Stade de France. Ambroise Gboho marque, en huitièmes de finale, l'un des trois buts de la victoire herbretaise sur Auxerre, et le second but, celui de la victoire, contre le FC Chambly lors de la demi-finale jouée au stade de la Beaujoire. Opposés au Paris Saint-Germain en finale, Les Herbiers s'inclinent avec les honneurs, deux buts à zéro. Laissé sur le banc par Stéphane Masala en début de rencontre, Ambroise Gboho remplace Pierre Germann en cours de seconde mi-temps. Il touche peu de ballons, mais estime après coup avoir « beaucoup appris » en se mesurant aux défenseurs parisiens, notamment Marquinhos.

### Passage professionnel en Belgique
À la suite de la relégation des Herbiers, Ambroise Gboho change de nouveau de club lors de l'intersaison 2018. Le 25 juin, il s'engage pour deux ans avec le KVC Westerlo, club de deuxième division belge, signant au passage son premier contrat professionnel,.

### Retour en France
Il rejoint Chambly en 2021, mais doit se contenter d'un rôle de joker. Il résilie son contrat en janvier 2022 pour rejoindre le Stade lavallois, sans plus de succès malgré un titre de champion de France de National. En fin de contrat, il ne se voit pas proposer de prolongation et se retrouve libre en juin 2022.  
En juillet 2022, il s'engage avec l'US Concarneau après un essai concluant. Après un très bon début de saison avec 5 buts inscrits en 11 matchs, Gboho ne joue pendant 4 mois en raison d'une lésion au quadriceps et lors de son retour, il ne parviendra pas à inscrire de buts. Il monte avec l'US Concarneau en Ligue 2 mais dans une saison difficile, il jouera très peu et n'inscrira aucun but.

### Départ au Luxembourg
Gboho quitte à nouveau la France pour cette fois-ci le Luxembourg et le FC Swift Hesperange. Pour son premier match, il rentre à la 60e minute et inscrit un but et une passe décisive.

## Statistiques
| Saison                | Club                  | Championnat           | Championnat | Championnat | Championnat | Coupe(s) nationale(s) | Coupe(s) nationale(s) | Coupe(s) nationale(s) | Barrages d'accession | Barrages d'accession | Barrages d'accession | Total | Total | Total |
| Saison                | Club                  | Division              | M.          | B.          | P.d.        | M.                    | B.                    | P.d.                  | M.                   | B.                   | P.d.                 | M.    | B.    | P.d.  |
| 2013-2014             | Stade rennais rés.    | CFA 2                 | 16          | 1           | 0           | -                     | -                     | -                     | -                    | -                    | -                    | 16    | 1     | 0     |
| 2014-2015             | Stade rennais rés.    | CFA 2                 | 14          | 0           | 0           | -                     | -                     | -                     | -                    | -                    | -                    | 14    | 0     | 0     |
| 2015-2016             | Stade rennais rés.    | CFA 2                 | 1           | 0           | 0           | -                     | -                     | -                     | -                    | -                    | -                    | 1     | 0     | 0     |
| Sous-total            | Sous-total            | Sous-total            | 31          | 1           | 0           | 0                     | 0                     | 0                     | 0                    | 0                    | 0                    | 31    | 1     | 0     |
| 2016-2017             | SA Épinal             | National              | 31          | 7           | 0           | 4                     | 1                     | 0                     | -                    | -                    | -                    | 35    | 8     | 0     |
| 2017-2018             | Les Herbiers VF       | National              | 25          | 7           | 0           | 7                     | 2                     | 0                     | -                    | -                    | -                    | 32    | 9     | 0     |
| 2018-2019             | KVC Westerlo          | Division 1B           | 21          | 2           | 1           | 0                     | 0                     | 0                     | 6                    | 3                    | 0                    | 27    | 5     | 1     |
| 2019-2020             | KVC Westerlo          | Division 1B           | 12          | 4           | 0           | 2                     | 1                     | 1                     | -                    | -                    | -                    | 14    | 5     | 1     |
| 2020-2021             | KVC Westerlo          | Division 1B           | 19          | 0           | 0           | 2                     | 1                     | 0                     | -                    | -                    | -                    | 21    | 1     | 0     |
| Sous-total            | Sous-total            | Sous-total            | 52          | 6           | 1           | 4                     | 2                     | 1                     | 6                    | 3                    | 0                    | 62    | 11    | 2     |
| 2021-2022             | FC Chambly Oise       | National              | 12          | 3           | 0           | 3                     | 1                     | 0                     | -                    | -                    | -                    | 15    | 4     | 0     |
| 2021-2022             | Stade lavallois       | National              | 8           | 0           | 0           | -                     | -                     | 0                     | -                    | -                    | -                    | 8     | 0     | 0     |
| 2022-2023             | US Concarneau         | National              | 17          | 5           | 0           | 3                     | 1                     | 0                     | -                    | -                    | -                    | 20    | 6     | 0     |
| 2023-2024             | US Concarneau         | Ligue 2               | 12          | 0           | 0           | 1                     | 0                     | 0                     | -                    | -                    | -                    | 13    | 0     | 0     |
| Sous-total            | Sous-total            | Sous-total            | 29          | 5           | 0           | 4                     | 1                     | 0                     | 0                    | 0                    | 0                    | 33    | 6     | 0     |
| 2024-2025             | FC Swift Hesperange   | BGL Ligue             | 24          | 6           | 4           | 1                     | 0                     | 0                     | -                    | -                    | -                    | 25    | 6     | 4     |
| Total sur la carrière | Total sur la carrière | Total sur la carrière | 212         | 35          | 5           | 23                    | 7                     | 1                     | 6                    | 3                    | 0                    | 241   | 45    | 6     |

## Palmarès
Ambroise Gboho dispute le 8 mai 2018 la finale de la Coupe de France 2017-2018, perdue par Les Herbiers face au Paris Saint-Germain.
Le 6 mai 2022, il est champion de France de National avec le Stade lavallois et le 26 mai 2023, il est de nouveau champion de France de National avec l'US Concarneau.